# Grb Občine Bovec
Grb Občine Bovec je upodobljen na ščitu, ki je obrobljen z dvojnim robom v črni barvi. Grb ima na modri osnovi, ki ponazarja nebo, stilizirano silhueto gore Svinjak. Ta predstavlja stičišče Bovške kotline, doline Trente in doline Koritnice in ponazarja osrednje področje Občine. Silhueta gore je razdeljena v dve polji: zeleno na levi in belo na desni. Bela barva predstavlja zasneženo visokogorje občine. Iz belega dela silhuete poteka proti spodnjemu delu ščita zelenomodro polje v obliki črke S, ki se širi in ponazarja reko Sočo. Na tej podlagi je v sredini grba naslikan osrednji simbol – zlatorog v skoku, naslikan v zlati barvi. Zlatorog  simbolično ponazarja varuha lepot in bogastvo doline ter z izrazito dinamično figuro plemenitost in odločnost ljudi.